# AX MUSIC-TV
『AX MUSIC-TV』（アックス・ミュージックティーヴィー）は、2002年4月1日から2004年9月24日まで日本テレビ系列局で放送された深夜の音楽番組。

## 概要
過去に同系列局で放送された音楽番組『AX MUSIC-FACTORY』の後継番組である。番組タイトルの「AX」（アックス）は前番組同様、日本テレビのコールサインJOAX-(D)TVから取ったものである。
番組は開始当初、毎週木曜日が「AX MUSIC-TV 01」、毎週金曜日が「AX MUSIC-TV 02」の二部構成だったが、2002年10月から毎週水曜日に「AX MUSIC-TV 00」が開始され三部構成となった。このうち全国ネット化されていたのは「AX MUSIC-TV 01」のみで、「AX MUSIC-TV 00」と「AX MUSIC-TV 02」は日本テレビのみでの放送であることが多かった。ネット局の中には、「AX MUSIC-TV 01」を放送しているが1週間以上も遅れて放送していたというところがあり、また、秋田放送・テレビ大分・テレビ宮崎の3局ではネットされなかった（このうちテレビ大分は、「AX MUSIC-TV 01 WEEKLY COUNTDOWN」に関してはネットしていた）。

## 歴代のサブタイトル
- AX MUSIC-TV 00
  -  ?～2004年9月 「音市」
- AX MUSIC-TV 01
  -  ?～2004年3月 「WEEKLY COUNTDOWN」
  - 2004年4月～2004年9月 「はなわまおー」
- AX MUSIC-TV 02
  -  ?～2004年9月 「FUJII ROCK」

## 主な出演者
- BoA（AX-MUSIC TV 01 WEEKLY COUNTDOWN） - 初期の頃は、日･韓･米の最新チャートを発表していた。2002年4月 - 9月まで担当。
- 宮崎宣子、佐藤良子、山本舞衣子（AX-MUSIC TV 01 WEEKLY COUNTDOWN） - 3人一緒の出演から、後に1人ずつ隔週出演に。2002年10月 - 2004年3月まで担当。
- 藤井隆（AX MUSIC-TV 02 FUJII ROCK）- 前番組「AX MUSIC-FACTORY」から続投。2002年4月 - 2004年9月まで担当。
- Fayray（AX MUSIC-TV 02 Fayray Review File）- 月1ペースで放送、時期により2 - 3か月ほど放送が空くことがあった。2002年4月 - 2004年9月まで担当。
- はなわ、宮地真緒 -（AX MUSIC-TV 01 はなわまおー）- 2004年4月 - 9月まで担当。
- 舟津宜史（ナレーション）

## SHIBUYA-AX FILE（→その後「SHIBUYA-AX FILES」へ改称）
番組では、日本テレビが運営するライブスペース・SHIBUYA-AXで行われるライブ情報を伝えるコーナー「SHIBUYA-AX FILE」が放送されていた。
内容は、SHIBUYA-AXの紹介ビデオを流しながら画面上部にライブ情報（タイトル・開催日時・出演アーティスト・チケット価格）を流すというもので、1回の放送につき1本のライブ情報しか放送していなかった。しかし、2004年4月に「SHIBUYA-AX FILES」へ改称した際に、放送するライブ情報を2本に増やし、ライブによってはチケットの先行電話予約を行うようになった。また、これに伴い番組エンディング時にエンディング曲のPVを流しながら、「SHIBUYA-AX Pick Up Live」と題して画面右上にライブ情報（ライブ情報の伝達内容は「SHIBUYA-AX FILE」の時と同じ）を伝えるようになった。
なお、AX MUSIC-TVの後継番組である『音楽戦士 MUSIC FIGHTER』では、SHIBUYA-AXでのライブ情報は放送されなくなった。

## AX POWER PLAY
1. 001 「Ring my bell」矢井田瞳
2. 002 「INSPIRED FROM RED&BLUE」globe
3. 003 「REVOLVER」ゼリ→
4. 004 「Love knot」Baby Boo
5. 005 「恋心」savage genius
6. 006 「さわやかな君の気持ち」ZARD
7. 007 「Beautiful Day」ハックルベリーフィン
8. 008 「D.A.B.O.」DABO
9. 009 「VALENTI」BoA
10. 010 「B-Love」片岡大志
11. 011 「咲かずとて」熊木杏里
12. 012 「Twinkle Stars」wyse
13. 013 「i love you」TAKUYA
14. 014 「Survival」MY LITTLE LOVER
15. 015 「MOTOKANO」SORTITA
16. 016 「touch me, kiss me」Fayray
17. 017 「飾りじゃないのよ涙は」井上陽水
18. 018 「Deep Freeze」愛内里菜
19. 019 「鮮やかな光」ROCKING TIME
20. 020 「ピーターパン・シンドローム」Sound Schedule
21. 021 「浮舟」GO!GO!7188
22. 022 「五秒の再会」斉藤和義と玲葉奈
23. 023 「ファンキー・モンキー・ベイビー」キャロル
24. 024 「Wow」槇原敬之
25. 025 「空」SOULHEAD
26. 026 「ふたりの願い」小松未歩
27. 027 「オール・ザ・シングス・シー・セッド」t.A.T.u.
28. 028 「Flyte Tyme」SOUL'd OUT
29. 029 「ヤングジェネレーション」JUICE
30. 030 「種」GO!GO!7188
31. 031 「いつもそばで」MOOMIN
32. 032 「Can't Stop Lovin' You」ア・カッペラーズ
33. 033 「AKATSUKI」稲葉浩志
34. 034 「Thank U」AI
35. 035 「Over Shine」愛内里菜
36. 036 「Rollin' on」DOUBLE
37. 037 「I can't see, I can't feel」三枝夕夏 IN db
38. 038 「一人ジェンガ」矢井田瞳
39. 039 「ドリームエクスプレス」FLOW
40. 040 「Ambition」sweetio
41. 041 「Honey B」three NATION
42. 042 「永遠のスペースカウボーイ」DAIGO☆STARDUST
43. 043 「ぼくらなら」GRAPEVINE
44. 044 「Love★Raspberry Juice」SweetS
45. 045 「ストロベリーチップス」HALCALI
46. 046 「カノン」cune
47. 047 「鴉<KARASU>」FANATIC◇CRISIS
48. 048 「螢火」day after tomorrow
49. 049 「Albireo -アルビレオ-」T.M.Revolution
50. 050 「SCREEN OF LIFE」TM NETWORK
51. 051 「Purple Sky」CORE OF SOUL
52. 052 「モノクロームエフェクト」Perfume
53. 053 「イカロス」竹内めぐみ
54. 054 「Sun Shower」川口大輔
55. 055 「サイレン」ASIAN KUNG-FU GENERATION
56. 056 「月の雫」我那覇美奈
57. 057 「GET ON THE DANCE FLOOR」DA PUMP
58. 058 「モノクロの景色」ムック
59. 059 「Movie Star」Zwei
60. 060 「道の空」Psycho le Cemu
61. 061 「ミノレバ☆ロック」マキシマムザホルモン
62. 062 「GETTING A RUDDER」HAV
63. 063 「HOLD HEART」北出菜奈
64. 064 「君がいてくれてよかった」ザ・マスミサイル
65. 065 「THE SHOW」LIV
66. 066 「嘘つき」CANCION
67. 067 「笑顔でいようよ」三枝夕夏 IN db
68. 068 「逢えない夜を越えて」千綿ヒデノリ
69. 069 「ブルーメロディ」小島麻由美

## MUSIC BANK
- 「Rainy〜愛の調べ〜」Janne Da Arc
- 「なんでだろう音頭」テツandトモ
- 「CHU☆TRUE LOVE」三枝夕夏
- 「HIGE CRIME」川口大輔
- 「O'ver」EXILE

## 備考
- スタジオライブ「AX SPECIAL LIVE」で使われていた歌詞の字幕テロップは、なぜか時々画面右端からはみ出しかけたり、はみ出すことが多々あった。フォントは写研の石井ゴシック。
- 「AX SPECIAL LIVE」でのセットは、2004年4月にリニューアルし、そのセットは後継番組である『音楽戦士 MUSIC FIGHTER』内で使われていた。
- 放送局によっては、ホームページ内で番組タイトルを「AX MUSIC TV」などと表記することが多く、きちんと「AX MUSIC-TV」と表記していたのは山口放送だけだった。

## スタッフ
- ディレクター：田中久也、阿部聡
- プロデューサー：環真吾←中村英明／本橋武夫、チャーリー小林
- 総合演出：金田有浩
- チーフプロデューサー：土屋泰則←吉田真